# جين شيآن
جين شيآن (بالصينية: 金贤) هو لاعب كرة قدم صيني في مركز الدفاع، ولد في 11 يوليو 1991 في جيلين في الصين. لعب مع Yanbian Funde F.C. ‏.